# Památník Jana Žižky z Trocnova
Památník Jana Žižky z Trocnova je 11,4 hektaru velký areál, který se rozkládá poblíž osady Trocnov na Českobudějovicku. Jeho součástí jsou lesy, louky, samotný památník se sochou Jana Žižky, Mikšův dvorec, Žižkův dvorec – základy statku, ze kterého údajně husitský hejtman pocházel, dále muzeum a Žižkův pomník – pamětní kámen v místě původního Žižkova dubu, kde se vojevůdce podle pověsti narodil. Areál je od roku 1978 chráněn jako národní kulturní památka a funguje jako pobočka Jihočeského muzea v Českých Budějovicích.

## Areál
Areál byl během komunistického režimu hojně využíván při oslavách různých výročí a jako cíl školních výletů, po roce 1989 návštěvnost klesla. Od roku 2004 se objekt snažil předat Úřad pro zastupování státu ve věcech majetkových do péče jiné státní složky. Ministerstvo kultury v roce 2008 schválilo převod památky i na nestátní subjekt.
Z důvodu nerentability (náklady ve výši 400 tisíc korun ročně s výtěžkem řádově v desítkách tisíc) ale zájem nejevilo ani město Borovany, ani Národní památkový ústav. Roku 2011 přijal objekt do péče Jihočeský kraj a předal jej do správy Jihočeskému muzeu. Od roku 2020 vznikal v areálu zcela nový Archeoskanzen Trocnov. Jedná se o model vrcholně středověké vesnice. Dokončený byl v roce 2024.

## Památník
Samotný památník navrhl profesor Josef Malejovský a vznikal v letech 1958–1969. Stavba má podobu komolého čtyřbokého jehlanu, na jehož vrcholu je umístěna socha Jana Žižky v nadživotní velikosti, která je směrována k jihovýchodu. Vyroben z Liberecké žuly.

## Muzeum
Budova muzea vznikla z původně poplužního dvora borovanského kláštera. Ten vznikl v letech 1678–1679 zřejmě z pozůstatků zdiva trocnovských dvorců. V muzeu jsou uložené historické předměty, které byly nalezeny během archeologického průzkumu dvorců.
V průběhu června až srpna 2011 došlo na celkovou rekonstrukci muzea, které fungovalo prakticky nepřetržitě od sedmdesátých let 20. století. V současnosti jsou zde vystaveny dobové listiny, modely Žižkova rodného domu a předměty ze 14.–17. století.

## Galerie

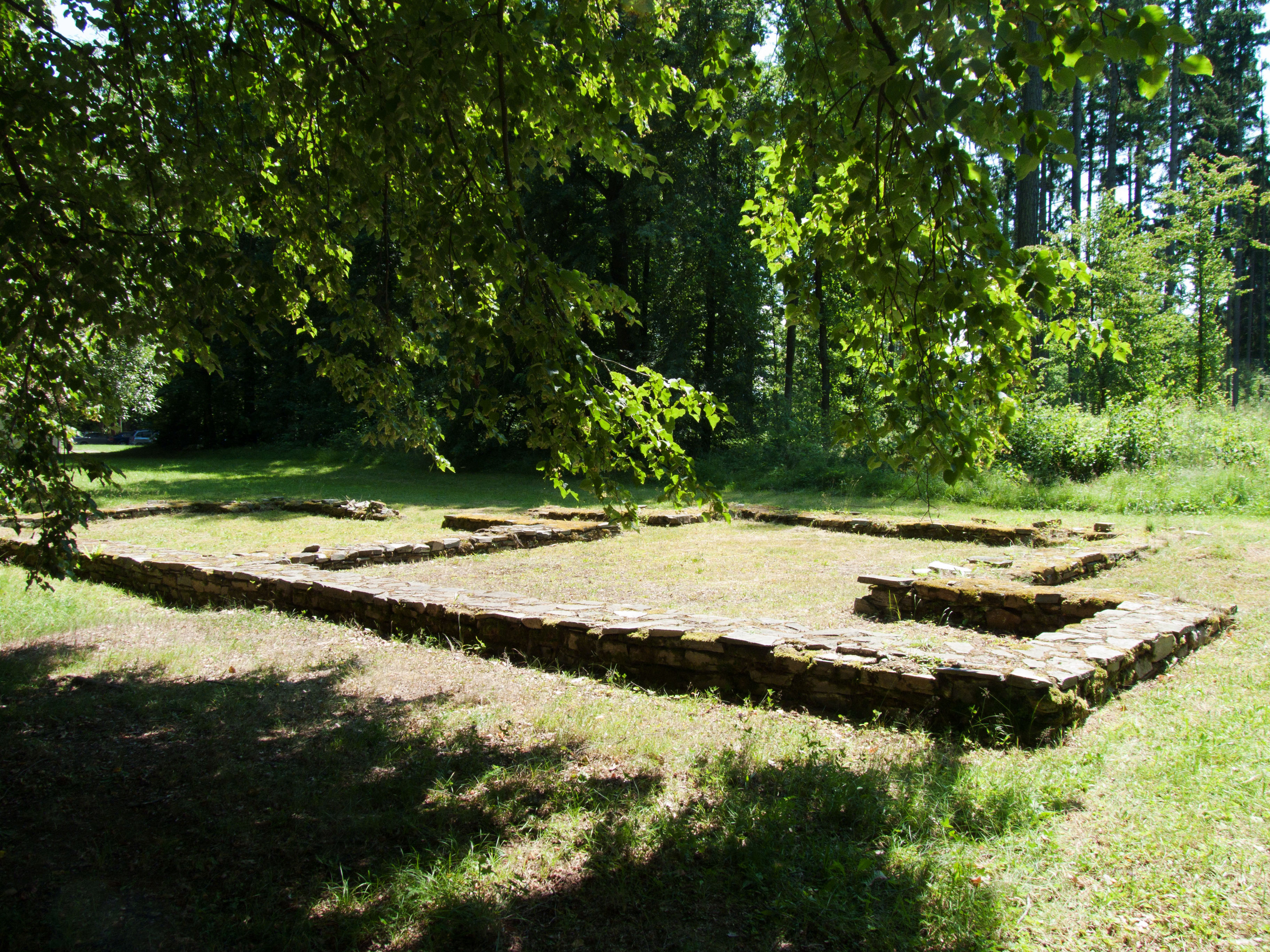
Žižkův dvorec
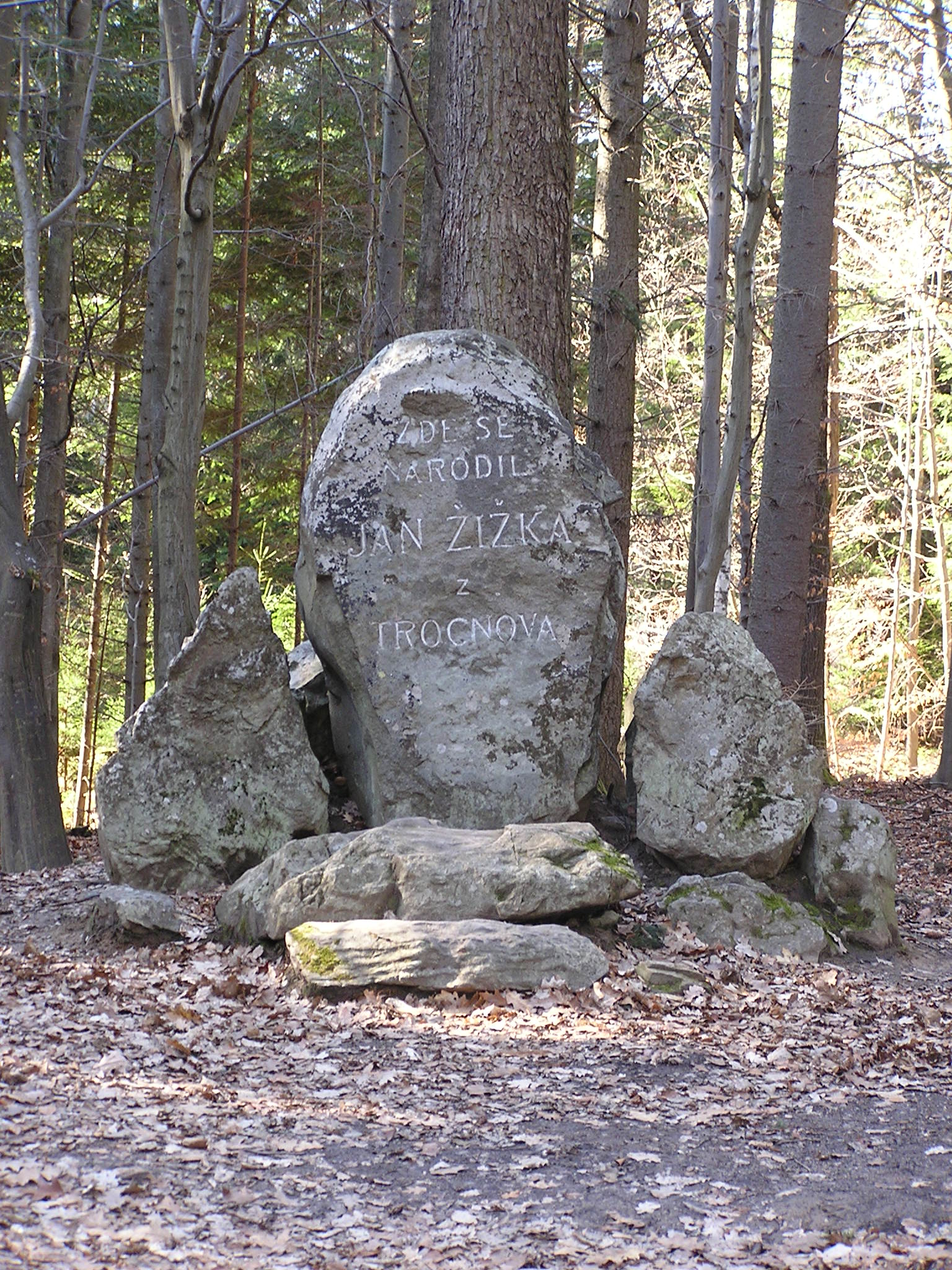
Pomník na údajném místě Žižkova narození
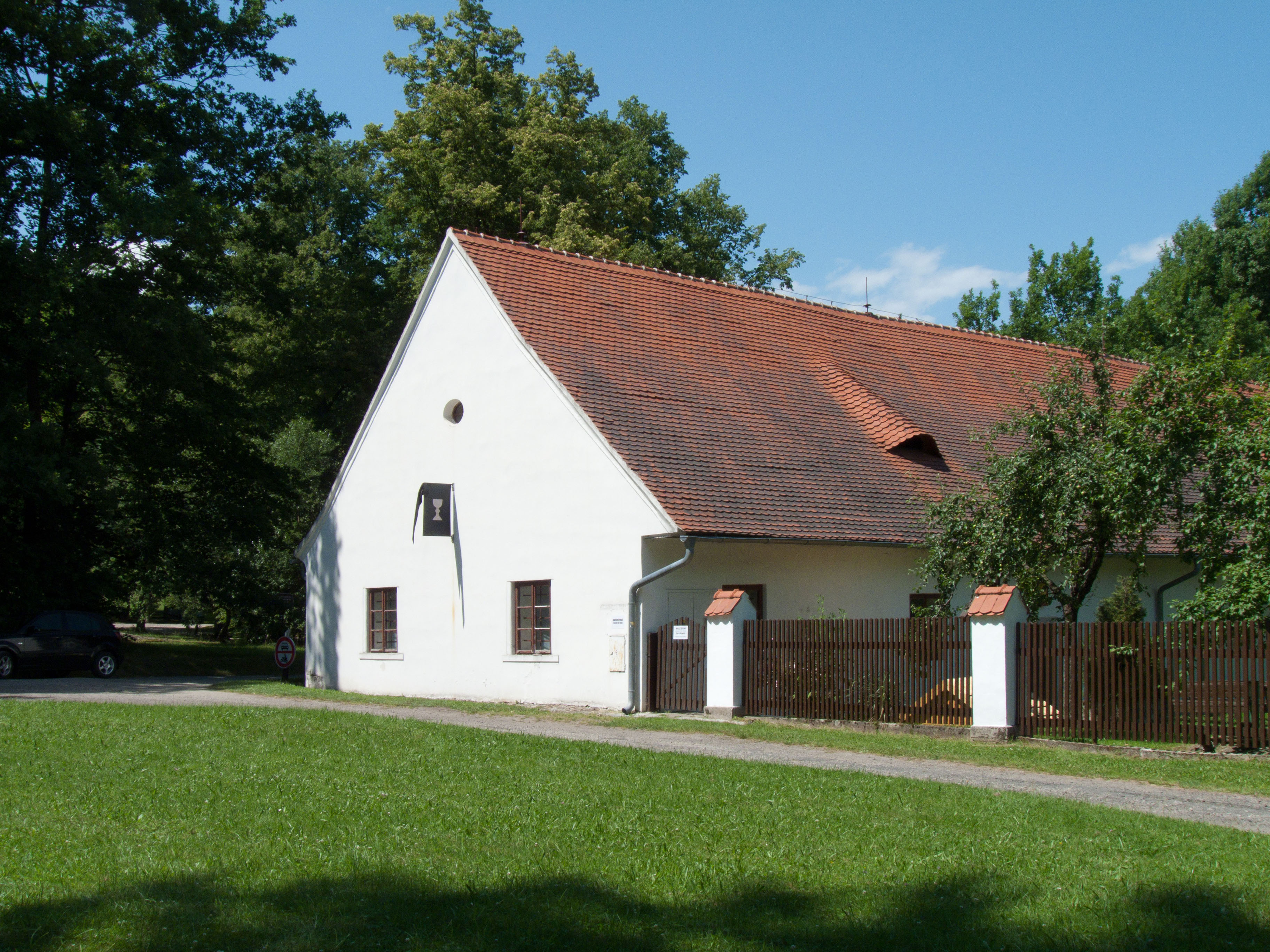
Budova muzea
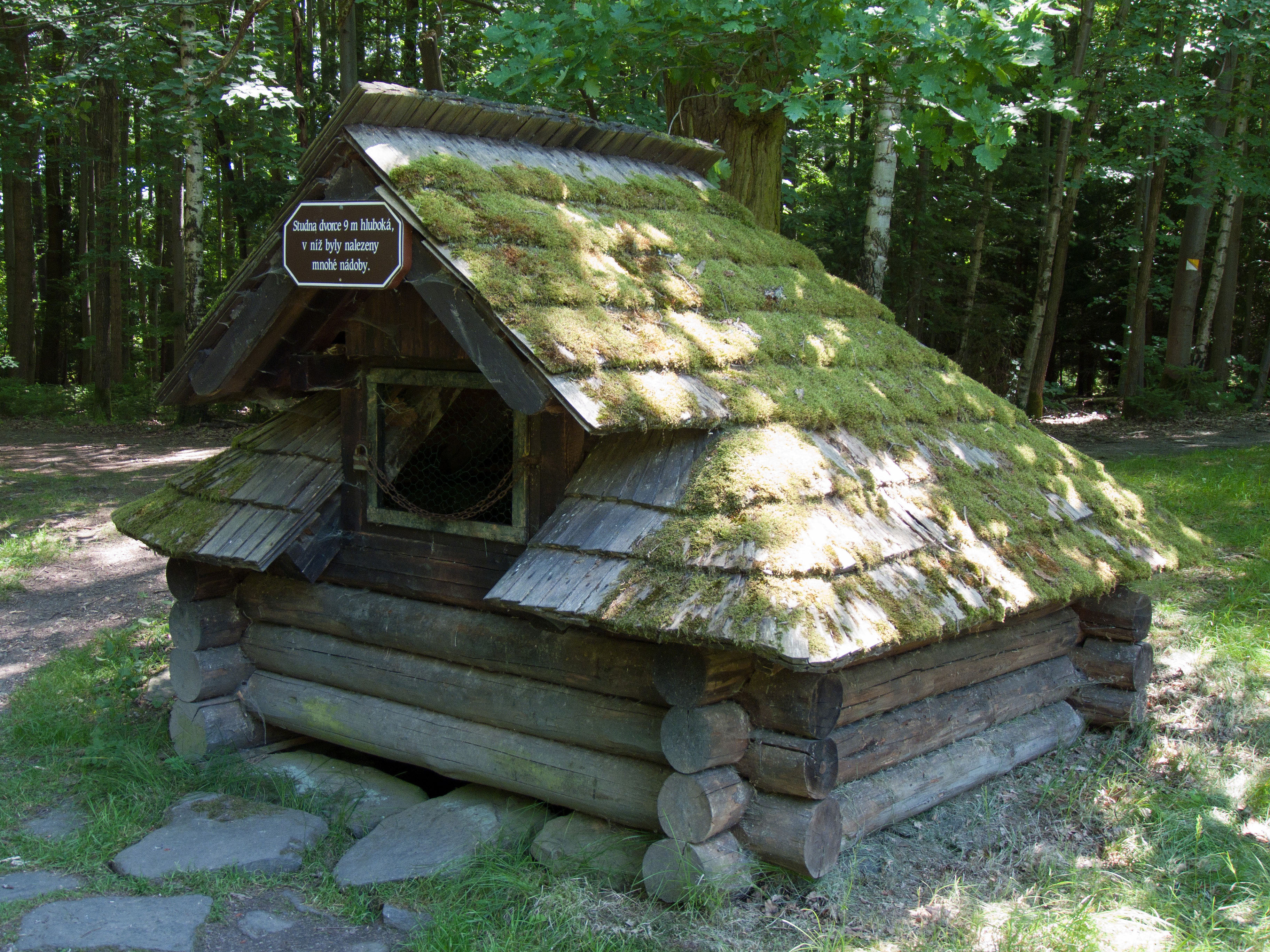
Studna
- Pohyblivé makety zbraní poutače